# Laureano Oubiña
Laureano Oubiña Piñeiro (Cambados, Pontevedra; 30 de marzo de  1946), también conocido como El Pajarito, es un contrabandista, empresario y narcotraficante español.

## Biografía
Nacido en Cambados, comenzó a trabajar a los 10 años en la tienda de sus padres, y a los 15 años comenzó a distribuir los productos de los vendedores ambulantes de feria en feria. Con 17 años comenzaría con el contrabando de diésel y café con su tío, y meses más tarde fundó su propia compañía comenzando con el tráfico ilegal de tabaco. 
A los 18 años se casó con Rosa María Otero, con quien tuvo ocho hijos. En 1983 se divorciaron y comenzó una relación con Esther Lago, hasta entonces su secretaria y con la que tuvo dos hijas. Debido a un accidente de tráfico, enviudó el 28 de febrero de 2001.

## Relación con la justicia
En 1978 fue condenado a nueve meses de cárcel por un delito de cohecho y en 1983 fue detenido por contrabando de tabaco en Playa de Aro. El 6 de julio de 1989 fueron registradas algunas de sus empresas y su domicilio, el Pazo de Bayón, donde se hallaron equipos de telecomunicaciones y un rifle; menos de un año después, el 23 de abril de 1990, fue absuelto por contrabando y tenencia ilícita de armas pero condenado a cuatro meses por resistencia a la autoridad, aunque no llegó a ingresar en prisión.  
El 12 de junio de ese mismo año fue detenido, junto a Esther Lago, en el marco de la Operación Nécora contra el narcotráfico, efectuada en la ría de Arosa por orden de Baltasar Garzón, y fueron condenados el 27 de septiembre de 1994 a 12 años de cárcel y 1280 millones de pesetas de multa por delito fiscal, siendo absueltos de la acusación de tráfico de drogas. El 7 de diciembre de ese mismo año quedó en libertad provisional, mientras que Esther Lago no abandonó la cárcel hasta 1997.  
El 21 de junio de 1997 fue intervenido en Martorell un camión con 5741 kilos de hachís que viajaba desde Galicia a Países Bajos y Oubiña fue acusado de organizar la operación. En 1999 Esther Lago y David Pérez Lago, hijo de su anterior matrimonio, fueron detenidos en la denominada operación Ocaso, de la que Oubiña logró escapar. Esta operación, por tráfico de drogas, supuso también la detención de los tripulantes del barco Regina Maris y otras nueve personas más. Lago se encontraba en libertad bajo fianza e imputada en otra causa.
David Pérez Lago, hijo del anterior matrimonio de Esther, fue detenido en el año 2000 junto a Oubiña en Grecia, cuando este se encontraba huido de la justicia; Oubiña ingresó en prisión en otoño de ese mismo año y la Audiencia Nacional le concedió permiso para asistir al velatorio y entierro de Esther Lago. El 28 de noviembre de 2004 se inició en Madrid un nuevo juicio por el tráfico de drogas, pidiendo para él una pena de seis años y nueve meses de prisión.
En 2011, mientras cumplía prisión en Dueñas (Palencia), obtuvo el tercer grado penitenciario, y fue puesto en libertad el 17 de julio de 2012. Volvió a ingresar en prisión el 6 de febrero de 2014 para cumplir una pena de 4 años y 7 meses que habían sido impuestas en 2012 por blanqueo de dinero; la condena fue apelada por razones de salud pero fue rechazada. El 13 de marzo de 2017, mientras cumplía prisión en Navalcarnero, el juez de vigilancia penitenciaria le concedió el tercer grado penitenciario, con los informes en contra de instituciones penitenciarias, y Oubiña abandonó la cárcel.

## Financiación ilegal de Alianza Popular
En 2017 durante una entrevista en la Cadena SER, Oubiña aseguró tener pruebas de haber financiado ilegalmente a Alianza Popular.